# Вербуватівка
Вербува́тівка — село в Україні, у Юр'ївській селищній громаді Павлоградського району Дніпропетровської області. Населення за переписом 2001 року становить 860 осіб.

## Географія
Село Вербуватівка розташоване на лівому березі річки Мала Тернівка, вище за течією на відстані 3 км розташоване село Варварівка, нижче за течією на відстані 1 км розташоване село Морозівське, на протилежному березі — села В'язівське-Водяне, Долина та Нижнянка. Через село проходять автошлях державного значення Р51 та  залізниця, на якій розташований пасажирський зупинний пункт Вербуватівка.

## Історія
Вигідне географічне положення та природні багатства сприяли поселенню жителів ще в ранню давнину. Це були втікачі з кріпацтва Романенко і Савчук та чумаки, які спочатку зупинилися для відпочинку, а після зупинилися на постійне життя. Через кілька років кількість поселенців значно зросла. Село зростало із року в рік переважно за рахунок переселенців із села (Вербки). Село не було панським, але жителі села через свої злигодні змушені були йти в найми до панів сусідських сіл, пізніше економічному розвитку села сприяла залізниця, яка побудована у XIX ст. та ґрунтова дорога, що йшла паралельно залізниці з півночі на південь, перетинаючи село.
Під час примусової колективізації 1927 року в селі було організовано два «Червоні токи».
1928 року було створено СОЗ «Авангард» (СОЗ — спільний обробіток землі). У 1929 році СОЗ було об'єднано з комуною «Сільський пролетар», яка знаходилась за 5 км від села, а жителі південної частини села організували свою артіль.
Під час організованого радянською владою Голодомору 1932—1933 років померло щонайменше 14 жителів села.
Друга світова війна залишила глибокий слід у кожному людському серці. Але особливо запам'яталися жителям села події, що сталися у лютому 1943 року. Під натиском радянських військ нацистам довелось відступати, але перегрупувавшись і поповнивши свої ряди есесівцями, німці пішли в наступ і захопили села Нижнянку, Долину, Вербуватівку.
Одного разу, коли німці виявили біля села вбитого німецького солдата, вони вирішили жорстоко помститися мешканцям села. Німці зібрали чоловіків та молодих хлопців, загнали їх у дві хати, замкнули і обклали ці хати соломою. Прикладами від автоматів вибили шибки і хаотично почали стріляти автоматними чергами у розбиті вікна. Можливо для того, що коли почне горіти хата, чоловіки не змогли б вибити двері. В одній з хат, врятуватись вдалося лише трьом чоловікам, це були: Дігтяренко Павло Григорович, Іван Синчук та Іван Котенко. Коли заганяли в ці хати, Павло Дігтяренко одразу зрозумів, що їх будуть вбивати, а в інших чоловіків було припущення, що можливо будуть перевіряти документи. Павло Дігтяренко, маючи зріст 190 см, відразу заліз у піч. Верхнім одягом у нього була куфайка і від жару в печі, одежина прогоріла та припекла лікті рук. Іван Синчук сховався в припічку, а Іван Котенко  заліз під лавку, яка стояла біля стіни. Коли випустили автоматні черги, сім куль пронизали тіло Івана Котенка. Після стрілянини, почувши запах диму, чоловіки вирішили тікати з палаючої хати. Вони повискували в розбиті вікна та сховались за купою перегною. Біля хвіртки стояв один вартовий німець і в той момент повернувся до них обличчям, але удав, що неначе нічого не бачив. Чоловіки побігли геть, а небайдужі люди сховали їх в себе на горищі, та повідомили родини цих чоловіків, що вони живі. Коли ж стемніло, прийшли родичі, принесли жіночий одяг. Переодягнувшись, їх відвели в більш безпечні місця, де вони переховувались деякий час. В іншій хаті були спалені, разом з чоловіками, два хлопчика шкільного піонерського віку.
Пізніше німецька піхота, яку супроводжували танки, пішли в наступ на підрозділ радянських військ, який відступив за село до Кирикової балки. Радянські воїни вступили в нерівний бій, відкрили вогонь. В цьому бою загинули 76 радянських солдат.
Після звільнення села тіла були перенесені й поховані в центрі села. На клопотання школи на братській могилі поставлено пам'ятник.
Великого лиха зазнали жителі села Вербуватівка, а після встановлення радянської влади, потопаюче у вербах село, залишилося переважно в руїнах і попелищах.
Після війни головою колгоспу обрали жінку Васильченко Марію Василівну. Головою сільської ради — Мураховського Павла Павловича. Обробляти поля довелося коровами та бідним інвентарем. Згодом тягло поповнилося за рахунок поранених коней, що поступали з військових частин. Жителі колгоспу працювали від зорі до зорі без винагороди, не покладаючи рук як кріпаки виконували пляни керівництва.
Після закінчення Німецько-радянської війни побудували в селі Вербуватівську загальноосвітня школа І—ІІ ступенів, будинок культури, магазини, двоповерховий дитячий заклад на 35 дитячих місць, медпункт.
У 2016—2020 роках село перебувало у складі Варварівської сільської громади
12 червня 2020 року, відповідно до розпорядження Кабінету Міністрів України № 709-р «Про визначення адміністративних центрів та затвердження територій територіальних громад Дніпропетровської області», село увійшло до складу Юр'ївської селищної громади.
19 липня 2020 року, в результаті адміністративно-територіальної реформи та ліквідації Юр'ївського району, село увійшло до складу Павлоградського району.

## Населення
За переписом населення України 2001 року в селі мешкало 1460 осіб.

### Мова
Розподіл населення за рідною мовою за даними перепису 2001 року:
| Мова       | Відсоток |
| ---------- | -------- |
| українська | 88,14 %  |
| російська  | 9,53 %   |
| циганська  | 1,51 %   |
| білоруська | 0,12 %   |
| інші       | 0,70 %   |

## Економіка
На території ради працюють одинадцять фермерських господарств, 30 одноосібників.
З 2015 року в селі працює ІТ-компанія ТОВ ЗОРЯНЕТ, яка спеціалізується на наданні доступу до мережі інтернет за допомогою оптичного кабелю.
З 2017 року в селі відкрито готель-хостел «Корона», що працює цілодобово та має одну кімнату люкс, напівлюкс та хостел на 24 ліжко-місця.

## Об'єкти соціальної сфери
- Середня загальноосвітня школа I—ІІІ ст.
- Дитячий садочок.
- Амбулаторія.
- Будинок культури.
- Храм Онуфрія

## Пам'ятники

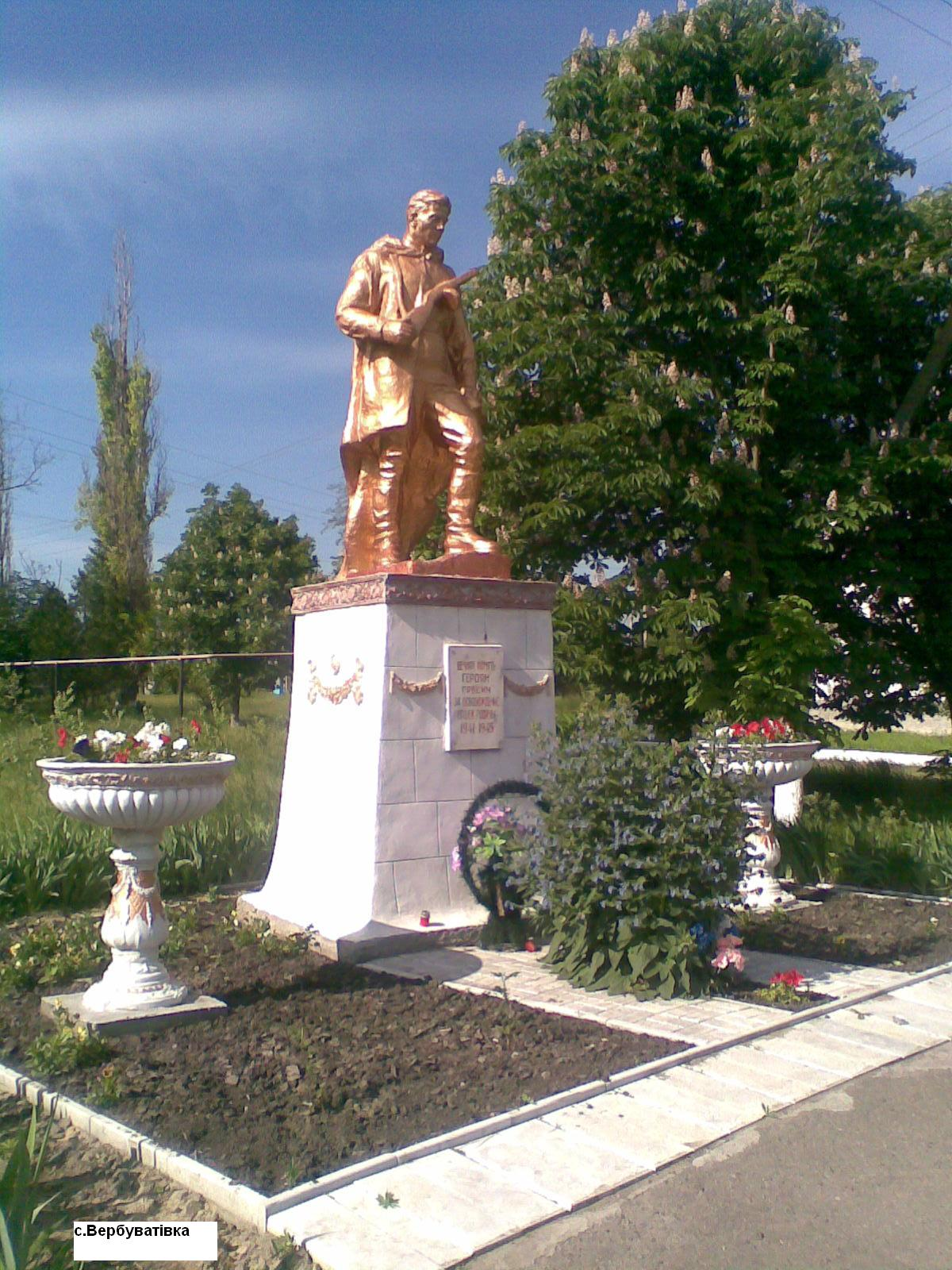
Братські могили радянських воїнів у селі Вербуватівка

На території сільської ради знаходяться три братські могили та пам'ятний знак односельцям — воїнам, які загинули під час Другої світової війни.
Три братські могили радянських воїнів знаходяться в центрі села, вулиця Центральна, біля школи. У двох могилах поховані останки 70 воїнів 4-го гвардійського стрілецького корпусу 6-ї армії і 303-ї стрілецької дивізії 12-ї армії Південно-Західного фронту, які загинули в лютому та вересні 1943 року при визволенні села від німецько-фашистських загарбників. У 1971 році в третю братську могилу перенесено з місць боїв останки 7 воїнів. В 1960 році біля могили установили скульптуру «Воїн з автоматом». Територія пам'ятки 5,0×7.0 м. Напис на меморіальній дошці «ВЕЧНАЯ СЛАВА И ПАМЯТЬ ГЕРОЯМ, ПОГИБШИМ В ВЕЛИКОЙ ОТЕЧЕСТВЕННОЙ ВОЙНЕ ЗА ОСВОБОЖДЕНИЕ НАШЕЙ РОДИНЫ 1941—1945 гг.» Поховання та територія пам'ятки упорядковані.